# 모스크바-워싱턴 핫라인
모스크바-워싱턴 핫라인(영어: Moscow–Washington hotline, 미국에서는 공식적으로 워싱턴-모스크바 직접 통신선(Washington–Moscow Direct Communications Link)으로 알려져 있음,  러시아어: Горячая линия Вашингтон – Москва Goryachaya liniya Vashington–Moskva[*])은 미국과 러시아 연방(이전에는 소련) 지도자 간에 직접 통신을 가능하게 하는 시스템이다. 이 핫라인은 1963년에 개설되었으며 펜타곤과 크렘린(역사적으로는 크렘린 광장 맞은편에 있는 소련 공산당 지도부와)을 연결한다. 대중문화에서는 "빨간 전화"(red telephone)로 알려져 있지만, 이 핫라인은 전화선이 아니었으며, 빨간 전화기는 사용되지 않았다. 최초 구현은 전신타자기 장비를 사용했으며, 1986년에는 팩스기로 전환되었다. 2008년부터 모스크바-워싱턴 핫라인은 보안 이메일 형태로 메시지를 주고받는 보안 컴퓨터 망이 되었다.

## 기원

### 배경
핫라인 아이디어는 이전에 미국 국방부의 핵전쟁 정책을 담당했던 하버드 대학교 교수 토머스 셸링을 비롯한 여러 사람에게서 나왔다. 셸링은 대중소설 《적색 경보》(영화 《닥터 스트레인지러브》의 원작)이 강대국 간의 직접 통신 이점에 대한 정부의 인식을 높였다고 평가했다. 또한, 퍼레이드 편집자 제시 고르킨은 1960년 대선 후보 존 F. 케네디와 리처드 닉슨을 개인적으로 끈질기게 설득하고, 미국 방문 중이던 소련 수상 니키타 흐루쇼프를 설득하여 이 아이디어를 채택하게 했다. 이 시기에 제라드 C. 스미스는 국무부 정책 기획 국장으로서 모스크바와 워싱턴 간의 직접 통신선 연결을 제안했다. 그러나 미국 국무부, 미국군, 그리고 크렘린 내 다른 인사들의 반대로 도입이 지연되었다.
1962년 쿠바 미사일 위기는 핫라인의 우선순위를 높였다. 대치 기간 동안 공식 외교 메시지는 전달에 보통 6시간이 걸렸으며, 텔레비전 네트워크 특파원 등 비공식 채널도 더 빨랐기 때문에 사용해야 했다. 위기 경험은 양측 모두에게 더 나은 통신의 필요성을 확신시켰다.
위기 동안 미국은 니키타 흐루쇼프의 3,000단어에 달하는 초기 합의 메시지를 수신하고 해독하는 데 거의 12시간이 걸렸는데, 이는 위험할 정도로 긴 시간이었다. 워싱턴이 답변을 작성할 무렵, 모스크바로부터 더 강경한 메시지가 도착하여 미국 미사일을 튀르키예에서 제거할 것을 요구했다. 백악관 고문들은 더 빠른 통신이 위기를 피하고 신속하게 해결할 수 있었을 것이라고 생각했다. 양국은 1963년 6월 20일 핫라인 협정에 서명했다. 이는 의도치 않게 핵전쟁이 시작될 위험을 줄이기 위해 양국이 공식적으로 취한 첫 번째 조치였다. 1963년 8월 30일 존 F. 케네디 미국 대통령이 처음으로 사용했다.

### 협정
'핫라인'으로 알려지게 된 통신선은 1963년 6월 20일 스위스 제네바에서 소련과 미국의 대표들이 "직접 통신선 구축에 관한 양해각서"에 서명한 후 설치되었다.

## 정치적 비판
공화당은 1964년 당 강령에서 핫라인을 비판하며, 케네디 행정부가 "충분한 안전장치와 자유에 대한 보상 없이 공산주의와 타협을 모색했으며, 검증된 친구보다 맹세한 적과 먼저 '핫라인'을 개설하여 검증된 동맹국을 소외시켰고, 일반적으로 25년 전 뮌헨에서 시작된 것과 같은 위험한 길을 추구했다"고 밝혔다.

## 기술 및 절차

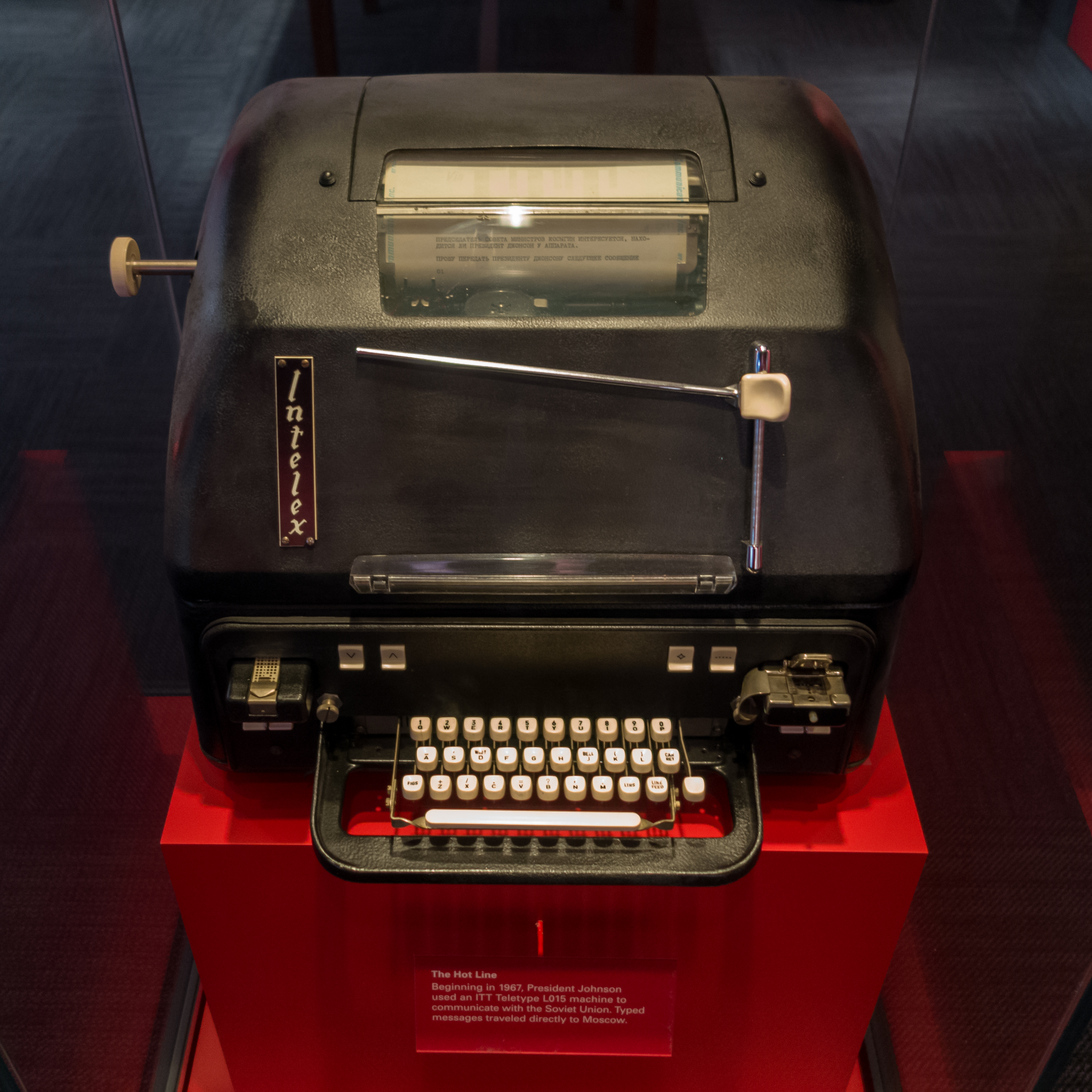
린든 베인즈 존슨 대통령 도서관 및 박물관에 전시된 ITT 인텔렉스 텔레타이프 L015.

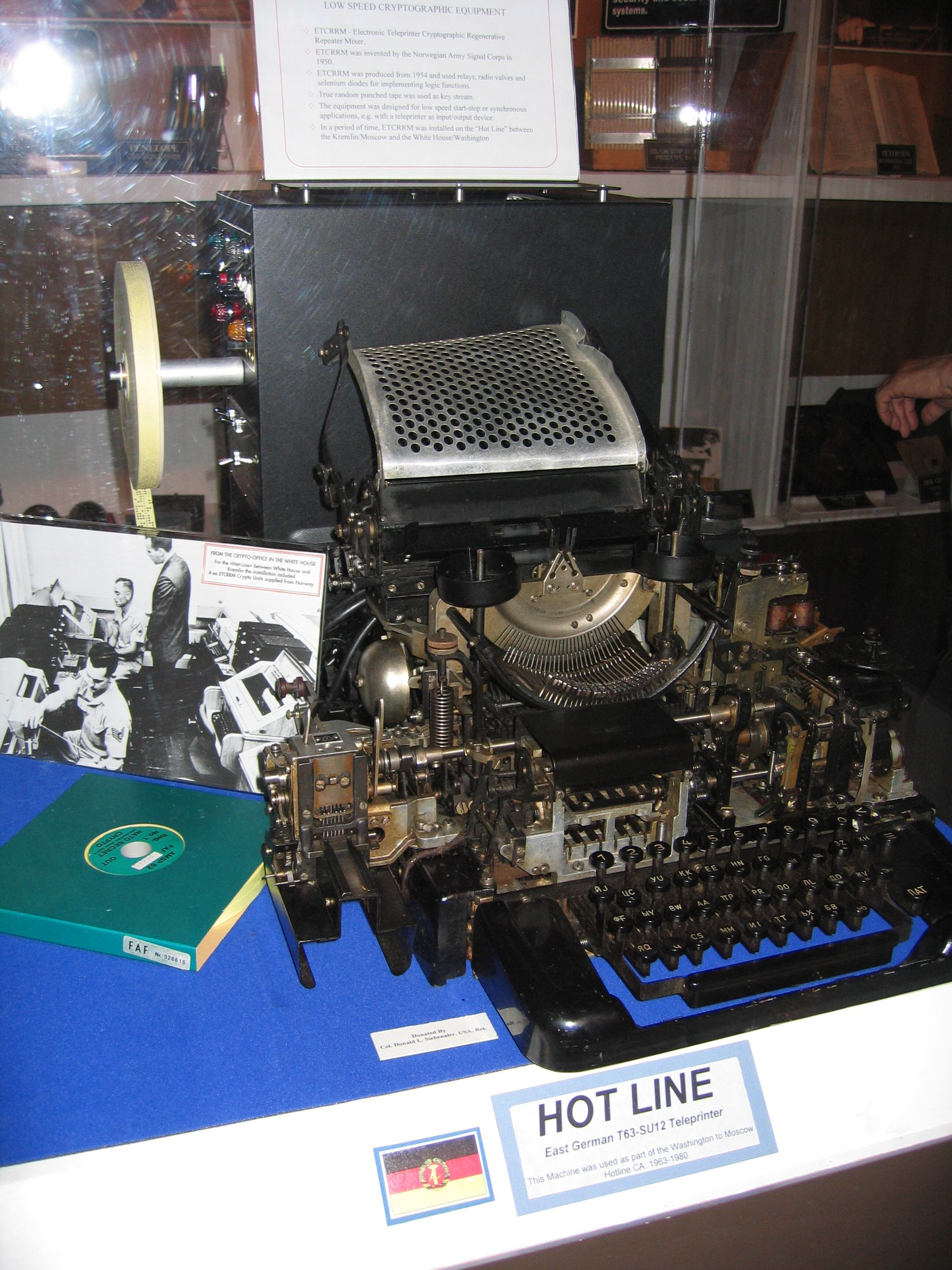
NSA 국립 암호 박물관에 전시된 핫라인용 동독 T63-SU12 텔레프린터. 텔레프린터 뒤의 검은 상자는 ETCRRM II 암호화 장치이다.

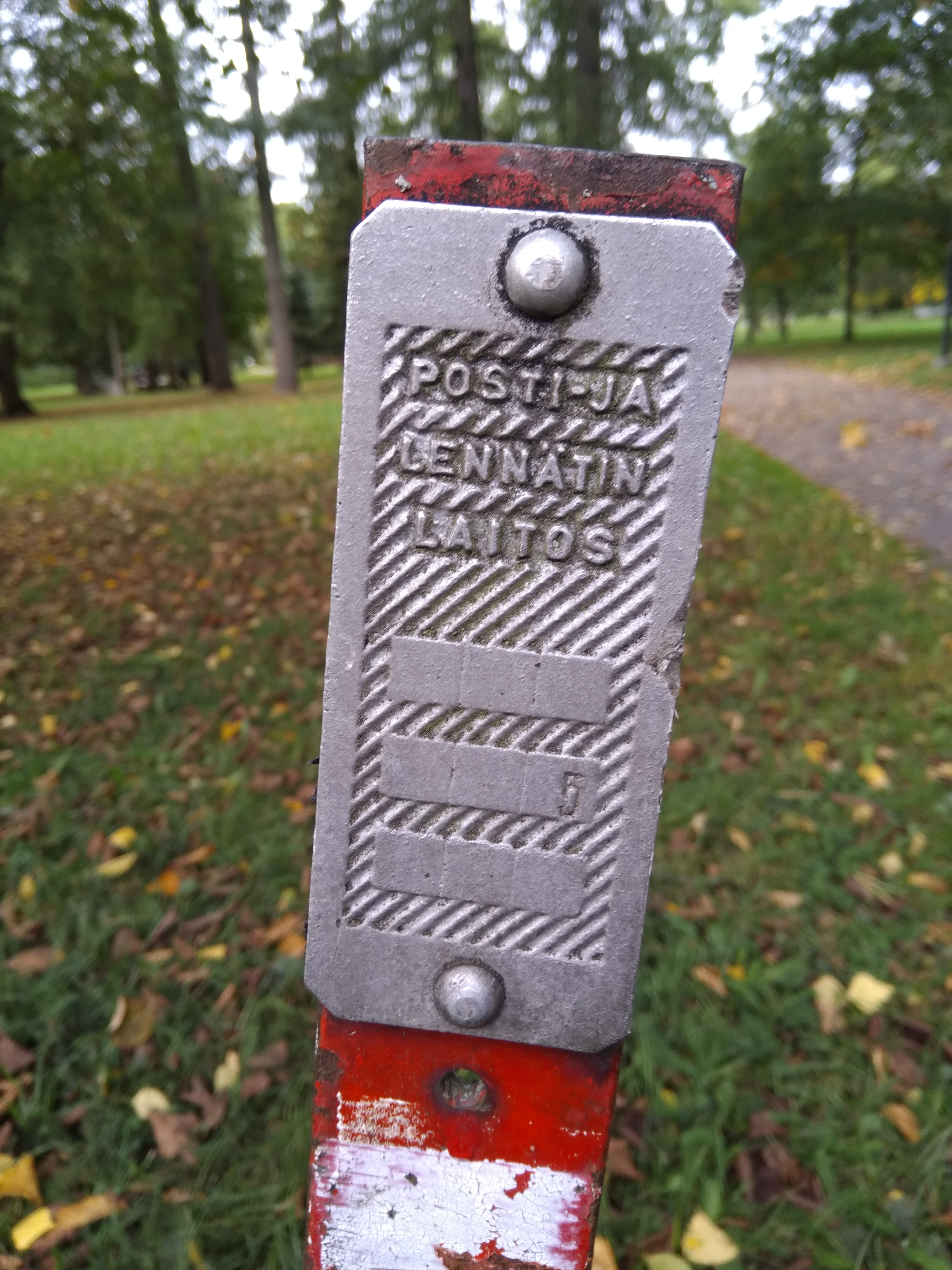
포르사에 있는 핀란드의 케이블 위치를 표시하는 표지판. "우편 및 전신부"라고 쓰여 있다. 이 케이블은 일반 국내 전화 서비스에도 사용되었다.

모스크바-워싱턴 핫라인은 텍스트 전용으로 설계되었으며, 음성은 오해될 수 있기 때문이었다. 지도자들은 모국어로 작성했고 메시지는 수신 측에서 번역되었다.

### 전신타자기
핫라인의 1세대는 두 개의 상시 전이중 전신 회선을 사용했다. 주 회선은 워싱턴 D.C.에서 런던, 코펜하겐, 스톡홀름, 헬싱키를 거쳐 모스크바로 연결되었다. 최초의 해저 대서양 횡단 전화 케이블인 TAT-1은 워싱턴에서 런던으로 메시지를 전송했다. 백업 및 서비스 메시지용 보조 무선선은 탕헤르를 통해 워싱턴과 모스크바를 연결했다. 이 네트워크는 원래 해리스 코퍼레이션이 구축했다.
1963년 7월 미국은 텔레타이프 단말기를 위해 라틴 알파벳을 사용하는 텔레프린터 4세트를 모스크바에 보냈다. 한 달 뒤, 소련 장비인 동독 지멘스에서 제작한 키릴 문자를 사용하는 텔레프린터 4세트가 워싱턴에 도착했다. 핫라인은 1963년 8월 30일에 운영을 시작했다.

### 암호화
노르웨이에서 제작된 ETCRRM II(Electronic Teleprinter Cryptographic Regenerative Repeater Mixer II)라는 장치는 공유된 원 타임 패드를 사용하여 텔레타이프 메시지를 암호화했다. 각국은 자국 메시지를 인코딩하는 데 사용되는 키잉 테이프를 자국 대사관을 통해 전달했다. 원 타임 패드의 장점은 어느 나라도 상대방에게 더 민감한 암호화 방법을 노출할 필요가 없다는 것이었다.

### 위성
1971년 9월, 모스크바와 워싱턴은 시스템을 업그레이드하기로 결정했다. 양국은 또한 처음으로 언제 이 선을 사용해야 하는지에 대해서도 합의했다. 특히, 핵전쟁 위험을 증가시킬 수 있는 핵무기와 관련된 우발적, 무단 또는 설명할 수 없는 사고 발생 시 즉시 서로에게 통보하기로 합의했다. 두 개의 새로운 위성 통신선은 두 대의 미국 인텔샛 위성과 두 대의 소련 몰니야 II 위성을 사용하여 지상 회선을 보완했다. 이 배열은 1971년부터 1978년까지 지속되었으며, 탕헤르를 통한 무선 링크를 불필요하게 만들었다.

### 팩시밀리
1983년 5월, 로널드 레이건 대통령은 고속 팩시밀리 기능을 추가하여 핫라인을 업그레이드할 것을 제안했다. 소련과 미국은 1984년 7월 17일에 이를 공식적으로 합의했다.
합의에 따르면, 업그레이드는 인텔샛 위성과 모뎀, 팩시밀리 기계, 컴퓨터를 사용하여 이루어질 예정이었다.  팩시밀리 단말기는 1986년에 가동되었다. 텔레타이프 회선은 수년간의 테스트와 사용을 통해 팩스 연결의 신뢰성이 입증된 후 1988년에 단절되었다. 소련은 핫라인 연결을 스타치오나르 시스템의 최신 고리존트급 정지궤도 위성으로 이전했다.
1988년, 핫라인 시스템의 미국 측은 펜타곤의 미국 국방부 지휘센터에 위치했다. 각 MOLINK(모스크바 링크) 팀은 8시간 교대로 근무했다. 부사관은 장비를 관리했고, 러시아어에 능통하고 세계 정세에 대한 브리핑을 잘 받은 장교가 번역을 담당했다. 핫라인은 한 시간마다 테스트되었다. 미국의 테스트 메시지에는 윌리엄 셰익스피어, 마크 트웨인, 백과사전, 그리고 구급법 매뉴얼의 발췌문이 포함되었다. 소련의 테스트에는 안톤 체호프의 작품 구절이 포함되었다. MOLINK 직원들은 곰이 러시아의 국화로 간주된다는 점을 고려하여 《곰돌이 푸》와 같은 풍자나 문학적 이미지가 오해될 수 있으므로 포함하지 않도록 특별히 주의를 기울였다. 소련은 또한 카터 행정부 당시 워싱턴에 핫라인을 통해 일상적인 통신을 보내지 말라고 요청했다.
NMCC에서 메시지를 수신하면 메시지는 영어로 번역되고, 원본 러시아어 및 번역된 영어 텍스트는 백악관 상황실로 전송되었다. 그러나 메시지가 "핵 공격과 같은 임박한 재난"을 나타내는 경우, MOLINK 팀은 공식 번역이 완료되기 전에 당직사관에게 메시지의 요지를 전화로 전달하고 대통령에게 브리핑을 했다.

### 이메일
2007년에 모스크바-워싱턴 핫라인은 업그레이드 되었다. 전용 컴퓨터 망이 모스크바와 워싱턴을 연결한다. 새로운 시스템은 2008년 1월 1일에 운영을 시작했다. 이 시스템은 여전히 두 개의 위성 링크를 사용하지만, 광섬유 케이블이 구형 백업 케이블을 대체했다. 상용 소프트웨어는 채팅과 이메일 모두에 사용되는데, 채팅은 작전 조정을 위해, 이메일은 실제 메시지를 위해 사용된다. 전송은 거의 즉각적이다.

## 사용
핫라인을 통해 전송된 첫 번째 메시지는 1963년 8월 30일이었다. 워싱턴은 모스크바에 "THE QUICK BROWN FOX JUMPED OVER THE LAZY DOG'S BACK 1234567890"라는 텍스트를 보냈다. 장비가 소문자를 지원하지 않았기 때문에 메시지는 모두 대문자로 전송되었다. 나중에 테스트 도중 러시아 번역가들은 미국 측에 "당신들 나라 사람들이 'The quick brown fox jumped over the lazy dog'라고 말하는 것은 무슨 의미인가요?"라는 메시지를 보냈다.
주요 연결은 몇 차례 우발적으로 끊어졌는데, 예를 들어 코펜하겐 근처에서는 덴마크 불도저 운전사에 의해, 핀란드에서는 농부가 쟁기로 갈아엎는 바람에 끊어졌다. 주 및 백업 연결은 매일 정기적으로 테스트되었다. 짝수 시간에는 미국이 소련에 테스트 메시지를 보냈고, 홀수 시간에는 소련이 미국에 테스트 메시지를 보냈다.
이 선은 다음 시기에 사용되었다.
- 1963년: 존 F. 케네디 암살 사건
- 1967년: 6일 전쟁
- 1968년: 아폴로 8호 임무 진행
- 1971년: 인도-파키스탄 전쟁
- 1973년: 욤키푸르 전쟁
- 1974년: 튀르키예의 키프로스 침공
- 1979년: 소련–아프가니스탄 전쟁
- 1981년: 소련의 폴란드 침공 위협
- 1982년: 이스라엘의 레바논 침공
- 1991년: 걸프 전쟁
- 2001년: 9.11 테러
- 2003년: 이라크 전쟁 여파

2016년 10월 31일, 모스크바-워싱턴 핫라인은 버락 오바마가 9월에 경고한, 선거 당일 간섭을 중대한 문제로 간주하겠다는 경고를 재확인하는 데 사용되었다.

## 모스크바와의 다른 핫라인
워싱턴과 모스크바 간의 공식 통신을 위한 또 다른 핫라인 유형 메커니즘은 미국의 핵 위험 감소 센터와 러시아의 국립 핵 위험 감소 센터이며, 이는 핵전쟁 위험을 줄이기 위해 로널드 레이건과 미하일 고르바초프가 1985년 레이캬비크 정상회담 이후 시작했다. 협상은 1986년 5월에 시작되었고, 양측은 1987년에 합의했다. 양측은 워싱턴과 모스크바에 NRRC를 설립하고, 핵전쟁 발발 위험 감소 조치에 관한 협정과 1972년 공해상에서의 사건 예방 협정에 따라 요구되는 사항을 포함하여 군비 통제 및 신뢰 구축 조치 통보를 교환했으며, 그들의 임무는 수십 년에 걸쳐 16개 이상의 조약 및 협정을 포함하도록 확장되었다.
2012년에는 사이버 전쟁을 핫라인에서 논의될 주제에 추가하기 위해 모스크바와 협상이 진행 중이라고 발표되었다.
2007년부터 베이징-워싱턴 그리고 베이징-모스크바 간에도 핫라인이 존재한다.
2022년 러시아의 우크라이나 침공이 시작될 무렵, 미국과 러시아는 오산이나 확전을 방지하기 위한 비확산 라인을 개설했다. 2022년 11월, 익명의 미국 관리는 로이터통신에 이 라인이 전쟁 중 한 번만 사용되었다고 밝혔다. 이 관리는 이 라인이 우크라이나 기반 시설 근처의 러시아 군사 작전에 대한 우려를 전달하는 데 사용되었지만, 더 자세한 내용은 밝히지 않았다. 이 관리는 우크라이나 미사일이 폴란드에 떨어졌을 때는 사용되지 않았다고 말했다.

## 대중문화에서

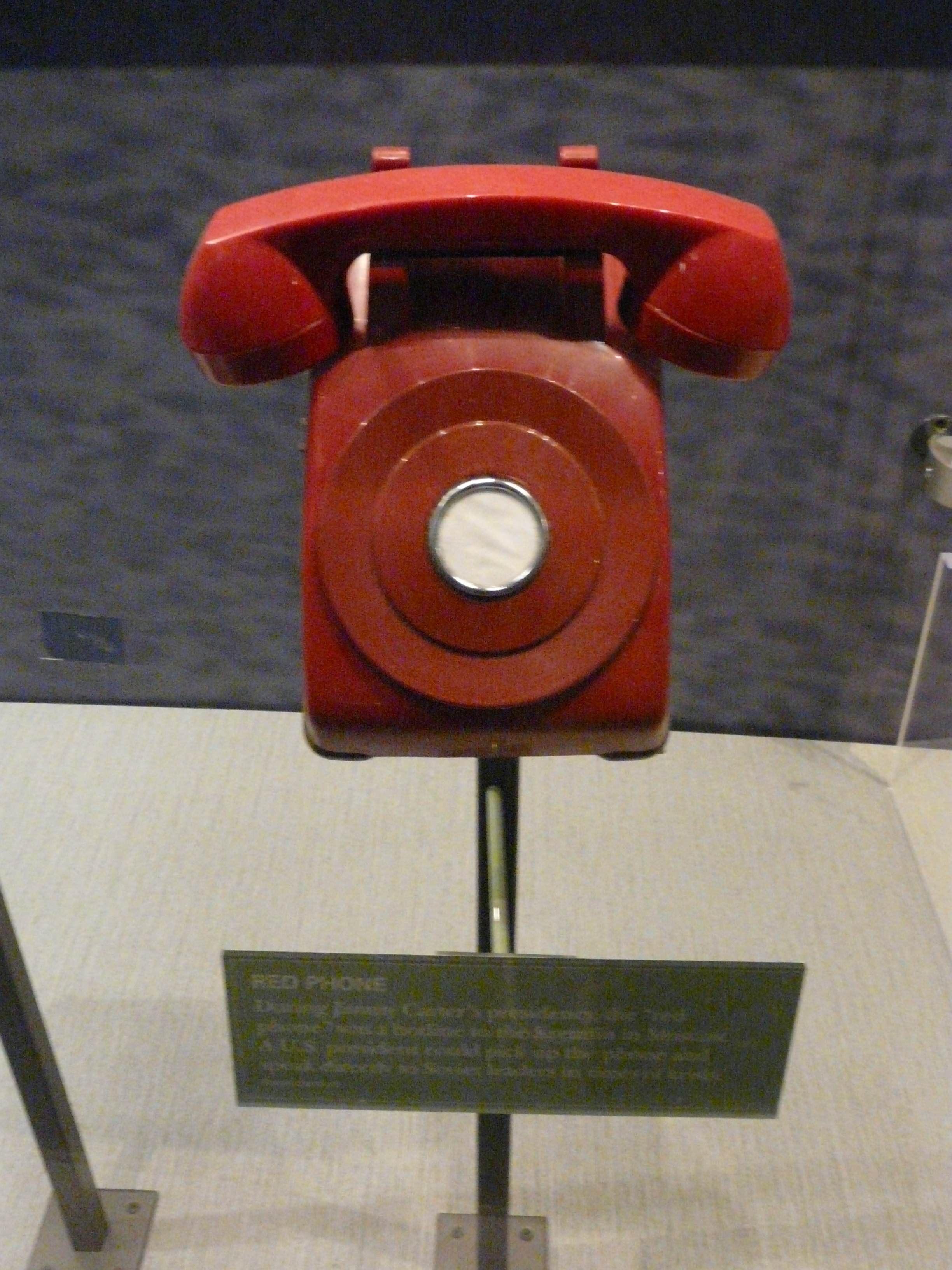
지미 카터 도서관 및 박물관에 전시된 비다이얼 "빨간 전화". 이 전화기는 실제로는 소품이며, 워싱턴과 모스크바 간의 핫라인을 잘못 표현하고 있다.

수많은 책, 영화, 비디오 게임 등에서 워싱턴과 모스크바 간의 핫라인은 빨간 전화로 표현되지만, 실제 핫라인은 전화선이 아니었다.
핫라인 전화기는 영화 《페일 세이프》(1964년)에서 "레드 1 / 얼티밋 1 터치 폰"으로 묘사되었고, 스탠리 큐브릭 감독의 영화 《닥터 스트레인지러브》(1964년)에서도 묘사되었는데, 두 영화 모두 피터 조지의 1958년 냉전 스릴러 소설 《적색 경보》를 바탕으로 한다.
1970년 SF 영화 《콜로서스》는 핫라인을 정교한 화상통화 링크로 묘사한다.
1979년 영화 《지구의 대참사》에서는 직접 전화 연결이 핫라인으로 사용된다.
핫라인에 대한 더 사실적인 묘사는 1991년 톰 클랜시의 소설 《공포의 총합》과 그의 2002년 영화 각색에서 찾아볼 수 있는데, 여기서는 1980년대와 1990년대의 실제 핫라인 장비와 유사한 텍스트 기반의 컴퓨터 통신 시스템이 묘사되었다. 소설에서 고립되고 준비되지 않은 대통령과 국가 안보 보좌관은 러시아 메시지를 일관되게 오해하여, 국가 비상 공중 지휘소에 탑승한 부통령이 "핫라인을 통한 이 빌어먹을 메시지들이 상황을 더 악화시키고 있어."라고 언급하게 한다. 주인공 잭 라이언은 펜타곤의 NMCC에서 핫라인을 통해 양국 지도자들에게 정보를 전달하여 위기를 해소한다.

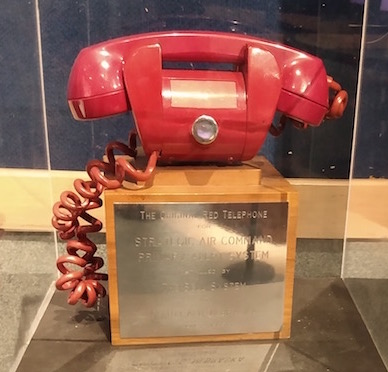
이 "빨간 전화"는 오펏 공군기지의 SAC 지하 지휘소에 설치되었다. 비록 핵전쟁 지휘 통신을 위한 핫라인에 연결되어 있었지만, 이것은 SAC 주요 경보 시스템의 구성 요소였다. 외국 관리와는 연결되지 않았다.

1990년 HBO 영화 《어둠이 걷히기 전》에서는 펜타곤-NMCC MOLINK 팀이 중계한 것으로 보이는 (번역된) 핫라인 메시지를 수신하는 백악관 상황실 장비가 전신타자기로 묘사되었다(그 해 이미 NMCC 자체에서 사용 중이던 팩스기가 아닌).
비디오 게임 《커맨드 앤 컨커: 레드 얼럿 2》의 오프닝 시네마틱에서는 전화기가 사용된다. 전 세계적인 소련 침공이 있은 후 미국 대통령이 크렘린으로 전화를 건다.
2005년 영국 SF 텔레비전 시리즈 《닥터 후》의 에피소드 "세계대전 3"에서는 슬리딘이 실제 빨간 전화로 전화 통화를 기다리며 행성을 핵 홀로코스트로 몰아넣으려 하는데, 이는 핫라인과 관련된 냉전 시대의 공포를 직접적으로 패러디한 것이다.

### 정치 광고
"빨간 전화"는 1984년 민주당 예비선거와 1984년 대통령 선거, 그리고 2008년 민주당 예비선거에서 사용된 텔레비전 광고의 핵심이었다. 1984년, 월터 먼데일 후보를 위해 밥 베켈과 로이 스펜스가 만든 광고는 "세상에서 가장 엄청나고 강력한 책임은 이 전화를 드는 손에 있다"고 암시했다. 이 광고는 게리 하트 후보의 대통령직 준비 상태에 대한 의문을 제기하기 위한 것이었다.
빨간 전화는 그 해 로널드 레이건 대통령의 전략방위구상을 겨냥한 광고에서도 두드러지게 등장했다. 두 번째 광고에서 벨이 울리는 전화가 응답되지 않는 동안 내레이터는 "대통령을 깨울 시간이 없을 것이며, 컴퓨터가 통제할 것"이라고 말한다. 로이 스펜스는 2008년 힐러리 클린턴 후보를 위한 광고에서 "빨간 전화" 아이디어를 다시 사용했다.

## 같이 보기
- 이슬라마바드-뉴델리 핫라인
- 서울-평양 핫라인
- 베이징-워싱턴 핫라인